# Paralitična bolezen Franklina D. Roosevelta
Leta 1921 je ameriški politik in bodoči predsednik Združenih držav Amerike Franklin Delano Roosevelt zbolel za otroško paralizo, ko je bil star 39 let. Njegovi glavni simptomi in znaki bolezni so bili vročina; naraščajoča paraliza, paraliza obraza, disfunkcija črevesja in mehurja, odrevenelost, hiperestezija, in padajoči vzorec okrevanja. Roosevelt je zaradi bolezni ostal trajno paraliziran od pasu navzdol. Leta 1926 ga je vera v koristi hidroterapije pripeljala do tega, da je ustanovil rehabilitacijski center v Warm Springsu v Georgii.  Javnosti se je čim bolj izogibal, da bi ne bi videli, da uporablja invalidski voziček. Leta 1938 je ustanovil Nacionalno fundacijo za otroško paralizo, ki je vodila k razvoju cepiv proti otroški paralizi.  

## Bolezen in posledice
9. avgusta 1921 se je 39-letni Franklin D. Roosevelt, ki je bil takrat odvetnik v New Yorku, pridružil svoji družini v njihovem počitniškem domu v Campobellu na kanadskem otoku ob obali Mainea. Med tistimi, ki so bili v Campobellu, ko je Roosevelt prispel, so bili njegova žena Eleanor, njuni otroci, njegov politični pomočnik Louis Howe, Howejeva žena in njun mladi sin. 10. avgusta, po dnevu naporne dejavnosti, je Roosevelt zbolel za boleznijo, za katero so značilni vročina, naraščajoča paraliza, paraliza obraza, dolgotrajna disfunkcija črevesja in mehurja ter otrplost in preobčutljivost kože. Roosevelt se je zaradi bolezni skoraj znašel na robu smrti. Soočal se je s številnimi življenjsko nevarnimi zdravstvenimi težavami, vključno z možnostjo odpovedi dihanja, okužbe sečil, poškodbe mehurja, razjed na dekubitusih, strdkov v žilah nog in podhranjenosti. Zdravstvena nega, ki jo je zagotovila Eleanor, je bila odgovorna za Rooseveltovo preživetje. Večina simptomov je izginila sama od sebe, vendar je Franklin ostal trajno paraliziran od pasu navzdol. 

### Diagnoza
Potem ko je zbolel, so Roosevelta obiskali štirje zdravniki. Eben Homer Bennet, družinski zdravnik, je diagnosticiral hud prehlad. William Keen, upokojeni nevrokirurg, je mislil, da ima Roosevelt krvni strdek. Robert Lovett, strokovnjak za ortopedsko obravnavo otrok, ki je bil v mladosti paraliziran zaradi otroške paralize, je postavil diagnozo »otroška paraliza«, prav tako George Draper, Rooseveltov osebni zdravnik.

### Prizadevanja za rehabilitacijo
Roosevelt je bil popolnoma in trajno paraliziran od pasu navzdol, zaradi česar ni mogel stati ali hoditi brez podpore. Naslednjih nekaj mesecev se je omejil na dejavnosti v zaprtih prostorih, vključno z nadaljevanjem svojega vseživljenjskega hobija, zbiranja znamk. Decembra 1921, potem ko je več mesecev okreval, se mu je pridružil fizioterapevt, da bi ugotovil obseg posledic zaradi bolezni. Sam je lahko izvajal majhne vaje, premikal je eno in nato drugo mišico. Opremljen je bil s težkimi jeklenimi naramnicami, ki so se zaklenile na kolenu in zagotavljale dovolj stabilnosti, da je lahko stal z berglami. Leta 1922 je v Springwoodu pridno delal, da bi prebil pot čez sobo. Zadal si je cilj, da se spusti po dolgem dovozu, s čimer mu je enkrat uspelo, a zatem ni nikoli več znova poskusil.
Oktobra 1922 je Roosevelt obiskal svojo odvetniško pisarno v Equitable Building, kjer je bilo pripravljeno kosilo za dobrodošlico. Šofer, ki mu je pomagal pri izstopu iz avtobusa, ni uspel oprijeti konice njegove leve bergle in Roosevelt je padel na zelo spolzka tla v preddverju. V smehu je prosil dva mladeniča iz množice opazovalcev, naj mu pomagajo ga spraviti na noge. Po kosilu je prijateljem povedal, da je to "velika in veličastna priložnost". Nato se dva meseca ni vrnil v svojo pisarno.
Roosevelt je verjel, da bosta toplota in vadba pomagala obnoviti njegove noge. Kupil je 21,6 metrsko barko in februarja 1923 je s prijatelji in majhno posadko odplul na Florido. Eleanor je bilo zaradi tega dolgočasno in je odšla, a je Roosevelt več tednov plul, lovil ribe in preživljal čas z vrsto prijateljev, ki so prišli k njemu na obisk. Načrtoval je sistem škripcev, ki ga je spustil v vodo, da bi plaval. Maja 1923 Lovett ni dokumentiral nobenega splošnega izboljšanja v primerjavi s prejšnjim letom, vendar Roosevelt ni sprejel odločitve svojih zdravnikov, da je nadaljnji napredek malo verjeten. Preizkusil je vrsto terapij in opravil je še dodatni dve plovbi z svojo barko, vendar njegova prizadevanja niso imela učinka.
"Med letoma 1925 in 1928 je Franklin več kot polovico svojega časa - 116 od 208 tednov - preživel stran od doma in se trudil najti način, kako se ponovno postaviti na noge," je zapisal biograf Geoffrey Ward in dodal še: "Eleanor je bila z njim le 4 od teh 116 tednov, njegova mati pa le 2. Otroci ga skoraj niso videli."
Roosevelt je izgubil uporabo svojih nog iz dveh centimetrov višine, vendar mu je kasnejši razvoj preostalega telesa dal postavo in užival je več let odličnega zdravja. Jack Dempsey je pohvalil njegovo mišičevje zgornjega dela telesa, Roosevelt pa je nekoč ujel 107,5 kg morskega psa. 
Roosevelt je prvič odšel v Warm Springs v Georgiji 3. oktobra 1924. V Warm Springsu je preživel še mnogo prihodnjih let zaradi hidroterapije. S svojim fizioterapevtom v Warm Springsu se je Roosevelt trudoma naučil hoditi na kratke razdalje, medtem ko je nosil železne naramnice na bokih in nogah, tako da je obračal trup. Za to »hojo v dveh točkah« je z levo roko prijel roko druge osebe, z desno pa se oprl s palico.
29. aprila 1926 je Roosevelt ustanovil klinični center v Warm Springsu z namenom, da bi iz njega nastal rehabilitacijski center za bolnike z otroško paralizo.

### V času služenja za guvernerja in predsednika
Roosevelt je bil dvakrat izvoljen za guvernerja New Yorka, 6. novembra 1928 in ponovno 4. novembra 1930. V Guvernerjevo ustanovo v Albanyju se je preselil januarja 1929. Preden se je preselil, je bila ustanova prilagojena za ljudi na invalidskih vozičkih z klančinami in dvigalom. 
Roosevelt je zmagal na ameriških predsedniških volitvah leta 1932 in postal prva fizično prizadeta oseba, ki je postala predsednik Združenih držav Amerike. Preden se je preselil v Belo hišo, so dodali opore, ki se je prilagajala bolniku z invalidskim vozičkom. Vse fotografije predsednika so bile posnete pod določenimi koti in na daljavo.

## V javnosti
Roosevelt je zelo pazil, da je prepričal celo svoje najbližje zaupnike, da postaja vse boljši, kar je bilo po njegovem mnenju bistveno, če bi znova kandidiral za katerokoli funkcijo v politiki. Richardu E. Byrdu je zapisal: "Do naslednje jeseni bom pripravljen z vami loviti spretnega losa." General Leonard Wood je dejal: " Njegove mišice na nogah so se »vse bolj vračale«. Njegovi javni nastopi so bili skrbno koreografirani, da bi se izognili, da bi tisk poročal o njegovem prihodu in odhodu, kar bi pokazalo, da je vstopil ali izstopil iz vozila ali vlaka s pomočjo druge osebe. Zasebno je uporabljal invalidski voziček, vendar je pazil, da ga v javnosti ne bi videli, čeprav se je včasih pojavljal na berglah. Običajno se je v javnosti pojavljal pokonci, na eni strani pa ga je podpiral pomočnik ali eden od njegovih sinov. Za večje govorne priložnosti so na oder postavili posebno trdno predavalnico, da se je lahko na njej podprl; posledično je v videoposnetkih njegovih govorov Roosevelta mogoče opaziti, kako z glavo dela kretnje.
Novinar John Gunther je poročal, da je v tridesetih letih 20. stoletja v Evropi pogosto srečeval ljudi, vključno s svetovnimi voditelji, ki niso vedeli za Rooseveltovo paralizo. David Brinkley, ki je bil mladi poročevalec Bele hiše v drugi svetovni vojni, je izjavil, da so uradniki aktivno posegali v fotografije, ki so poskušale fotografirati Roosevelta na invalidskem vozičku ali pa, ko so ga drugi premikali. Uradniki so običajno uničili fotografije, ki so jih ujeli, da so bile posnete na ta način; vendar so bile občasne izjeme. Od vseh posnetih fotografij Roosevelta na invalidskem vozičku sta se ohranili samo dve.
Ko je Roosevelt 1. marca 1945, več kot en mesec dni pred smrtjo, osebno nagovoril ameriški kongres, je skoraj prvič po več kot 20 letih javno omenil svojo invalidnost. "Ta nenavadna drža sedenja," je začel Roosevelt, in nadaljeval: "vendar vem, da boste spoznali, da bi mi bilo veliko lažje, če mi ne bi bilo treba nositi približno za deset funtov jekla na dnu nog.«

## Zapuščina

### March of Dimes
3. januarja 1938 je Roosevelt ustanovil Nacionalno fundacijo za otroško paralizo, ki je zdaj znana kot March of Dimes. Basil O'Connor, Rooseveltov odvetnik in tesni sodelavec, je pomagal ustanoviti fundacijo in je bil več kot tri desetletja njen voditelj. Letna akcija zbiranja sredstev organizacije je sovpadala z Rooseveltovim rojstnim dnem 30. januarja. Organizacija se je sprva osredotočala na rehabilitacijo bolnikov z otroško paralizo in je podprla delo Jonasa Salka in drugih, ki so privedli do razvoja cepiv proti otroški paralizi. Danes se March of Dimes osredotoča na preprečevanje prezgodnjih rojstev, prirojenih invalidnosti in umrljivosti dojenčkov.
Ker je ustanovil March of Dimes, je bil v čast Rooseveltu po njegovi smrti izbran denar. Rooseveltov denar je bil izdan 30. januarja 1946.

### Inštitut Warm Springs
Rooseveltov center v Warm Springsu danes deluje kot Inštitut za rehabilitacijo, Roosevelt Warm Springs, celovit rehabilitacijski objekt, ki ga upravlja zvezna država Georgia. Center za zdravljenje po otroški paralizi, zagotavlja poklicno rehabilitacijo, dolgotrajno akutno oskrbo in bolnišnično rehabilitacijo za ljudi z raznimi amputacijami in ljudi, ki okrevajo po poškodbah hrbtenjače, možganskih poškodbah in možganski kapi.

### Spominski kip Franklina Delana Roosevelta na invalidskem vozičku
Rooseveltov spomenik v Washingtonu D.C. vključuje kip Roosevelta na invalidskem vozičku. Kip na invalidskem vozičku prvotno ni bil vključen v spomenik. Kip je bil dodan januarja 2001 zaradi skrbi zgodovinarjev in zagovornikov pravic invalidov ter zbiranja sredstev s strani Nacionalne organizacije za invalidnost.